# Hans Heyse
Hans Heyse (8 de março de 1891 em Bremen — 19 de outubro de 1976 em Göttingen) foi um professor alemão de filosofia.

## Vida
Depois de terminar o colegial em 1910, ele começou a estudar filosofia em Heidelberg, Marburg e Leipzig, mas foi interrompido pela Primeira Guerra Mundial e um longo período de prisão francesa. Hans Heyse recebeu seu doutorado na Suíça em 1919; ele se habilitou em 1925 com o apoio de Richard Hönigswald e tornou-se professor na Universidade de Breslau. Em 1932 tornou-se professor (cadeira Kant) na Universidade de Königsberg. Em 1933 juntou-se ao NSDAP. De dezembro de 1933 a março de 1935 foi Reitor da Universidade de Königsberg, antes de se tornar o sucessor de Georg Misch em 1935 foi chamado a Goettingen. Sua nomeação foi amplamente baseada no princípio do novo líder contra a resistência do corpo docente, que havia nomeado Martin Heidegger em primeiro lugar e Hermann Glockner em segundo em sua lista de propostas. Em 1935 Heyse foi nomeado para o comitê científico para a edição histórico-crítica completa das obras de Friedrich Nietzsche no Nietzsche Archive em Weimar. Também em 1935, a pedido do Ministério da Ciência e de acordo com o escritório de Rosenberg, Heyse assumiu temporariamente a direção da Sociedade Kant (até que as atividades foram descontinuadas em 1937). Ao fazê-lo, ele expressou a "firme intenção não apenas de romper com o passado liberal da Sociedade Kant, mas também de dar uma contribuição positiva para ajudar a nova vontade nacional-socialista a alcançar um avanço na filosofia e na ciência". Em 1937 foi chefe da delegação alemã no 9º Congresso Internacional de Filosofia em Paris. Em Volk und Hochschule im Umbruch, ele escreveu em 1937: "A nova universidade alemã ... tem apenas uma lei: desde a própria fundação de nossa realidade germano-alemã ... pessoas". Em 1938 Heyse tornou-se Presidente da Academia Científica da Associação Nacional Socialista de Professores nomeado na Universidade de Göttingen. Em 1942, Heyse esteve envolvido ao lado de Günther Lutz, August Faust e Ferdinand Weinhandl como editores no renascimento dos estudos de Kant como a "Nova Série de Estudos de Kant". Heyse foi destituído do cargo em 1945 e aposentado oficialmente em 1953.
As especialidades de Heyse eram a filosofia grega, a filosofia kantiana e a história da filosofia. Depois de Hans-Joachim Dahms, Heyse foi apelidado de “chefe do partido Platão” durante a era nazista.

## Trabalhos
- Einleitung in die Kategorienlehre. Dissertation, Berlin 1921, 67 S.
- Der Begriff der Ganzheit und die Kantische Philosophie. Ideen zu einer regionalen Logik und Kategorienlehre. Reinhardt, München 1927
- Die Idee der Wissenschaft und die deutsche Universität: Rede, gehalten bei der feierlichen Übernahme des Rektorates der Albertus-Universität zu Königsberg, Pr., am 4. Dezember 1933. Königsberg 1934.
- Idee und Existenz, Hanseatische Verlagsanstalt, Hamburg 1935